# X-Venture, el cos en crisi
X-Venture, el cos en crisi (malai: X-Venture Dunia Haiwan: Krisis Tubuh) és una sèrie de còmics educatius-científics provinent de Malàisia, adreçada als infants i creada per Hot-Blooded Souls; equip format per Kino, Leo i Lin Diwen. Es tracta d'un especial de la sèrie de còmics X-Venture Primal Power i alhora forma part d'una sèrie més gran, X-Venture.
La sèrie està formada per diferents sagues. La primera s'anomena El gran rescat (Misi Menyelemat en malai), que té 3 volums, publicada entre el 30 de setembre de 2020 i el 21 d'abril de 2021. La segona s'anomena Perang Dalaman (lit. 'guerra interna').
El còmic ha estat editat en català per l'editorial Ooso Comics dins de la seva línia editorial Science Manga, que va sortir a la venda el 16 d'agost de 2022.

## Argument
Quan el Dr. Darwin cau sobtadament en coma, en Jake i la colla es disposen a trobar un remei abans que sigui massa tard. Amb els robots experimentals Micromèdics del Dr. Bennett, entren als aparells digestiu i respiratori del Dr. Darwin per a trobar la causa del cos en crisi.

## Contingut
X-Venture, el cos en crisi cobreix una àmplia gamma de coneixements sobre el cos humà i els darrers temes. Aquest còmic està dissenyat per proporcionar un coneixement exhaustiu del cos humà. La primera saga està formada per tres volums:
1. Aparells respiratori i digestiu ⇒ Gust / Respiració (tràquea, pulmons) / Digestió (estómac, intestí prim, intestí gros)
2. Aparell circulatori ⇒ Circulació sanguínia / Components de les funcions sanguínies, cel·lulars i òssies / Funcions hepàtiques i renals / Sistema limfàtic
3. Els cinc sentits ⇒ Funcions cerebrals / Sistema nerviós / Reflexos / Ull, oïda i nas

També toca la diferència entre virus i bacteris, i fins i tot explica els darrers temes com la Covid-19.
Al final de cada capítol, hi ha una secció de preguntes i respostes sobre el cos humà, que inclou preguntes com ara "Per què surten els pets?" o "Per què veig les estrelles si em dono un cop al cap amb força? A més a més, X-Venture, el cos en crisi ofereix explicacions més profundes dels òrgans i altres parts del cos humà que apareixen al manga, la qual cosa permet als lectors obtenir un coneixement encara més profund del cos humà.

## Publicació
Existeix una traducció de la sèrie al japonès anomenada Docchi ga tsuyoi!? Karada resukyuu (どっちが強い！？ からだレスキュー), que Kadokawa va publicar el 24 de febrer de 2022 amb tres volums.
Al Saló del Còmic de Barcelona de l'any 2022, anunciaren que publicarien X-Venture: el cos en crisi en català i castellà, i addicionalment en basc, fet que el faria ser el primer manga que es publica en aquesta llengua, (la qual cosa seria discutible, atès que la sèrie X-Venture prové de Malàisia). Aquest còmic està emmarcat dins la seva nova línia editorial Science Manga, adreçada als infants, amb obres d'aventures i caire educatiu. Ooso Comics, a més, va incloure un peluix de Covid-19 a la prereserva del manga, fruit d'una col·laboració amb GiantMicrobes. El primer volum del còmic va sortir a la venda el 16 d'agost de 2022.
| Volum                | Títol                           | Data de publicació en català | ISBN                   |
| Saga: El gran rescat | Saga: El gran rescat            | Saga: El gran rescat         | Saga: El gran rescat   |
| -------------------- | ------------------------------- | ---------------------------- | ---------------------- |
| 01                   | Aparells respiratori i digestiu | 16 d'agost de 2022           | ISBN 978-84-125599-3-4 |
| 02                   | Aparell circulatori             | 8 de desembre de 2022        | ISBN 978-84-125599-6-5 |
| 03                   | Sistema nerviós                 | 29 de febrer de 2023         | ISBN 978-84-125599-9-6 |